# Stanisław Czerniec
Stanisław Czerniec (ur. 20 stycznia 1908 w Posadzie Górnej, zm. 28 lipca 1986 w Gorlicach) – polski ksiądz katolicki, prałat, kanonik gremialny brzozowskiej Kapituły Kolegiackiej, długoletni proboszcz w Bączalu Dolnym koło Jasła, budowniczy tamtejszego kościoła pw. Imienia Maryi, inwigilowany i represjonowany przez Służbę Bezpieczeństwa PRL.

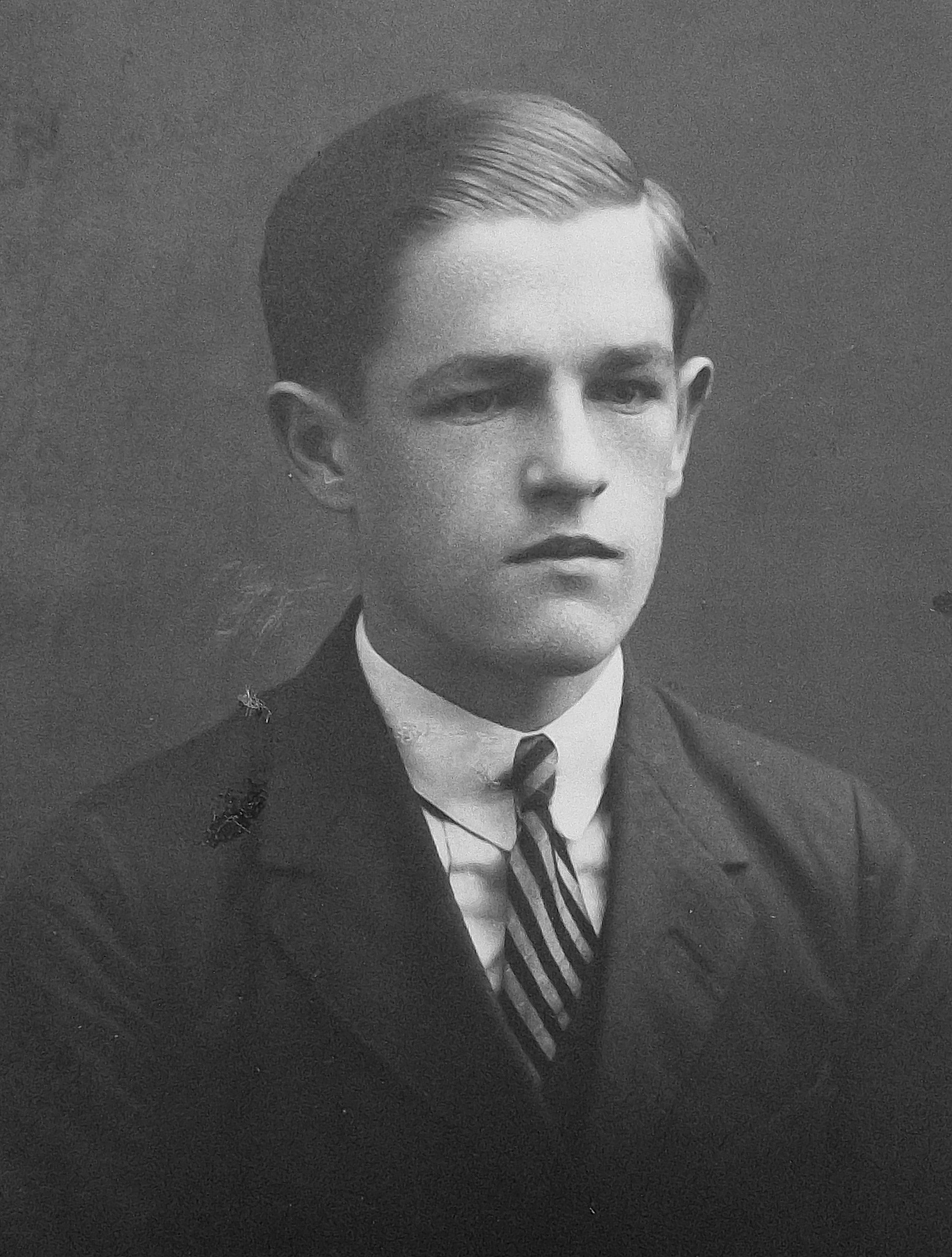
Stanisław Czerniec, jako uczeń sanockiego gimnazjum (1928)

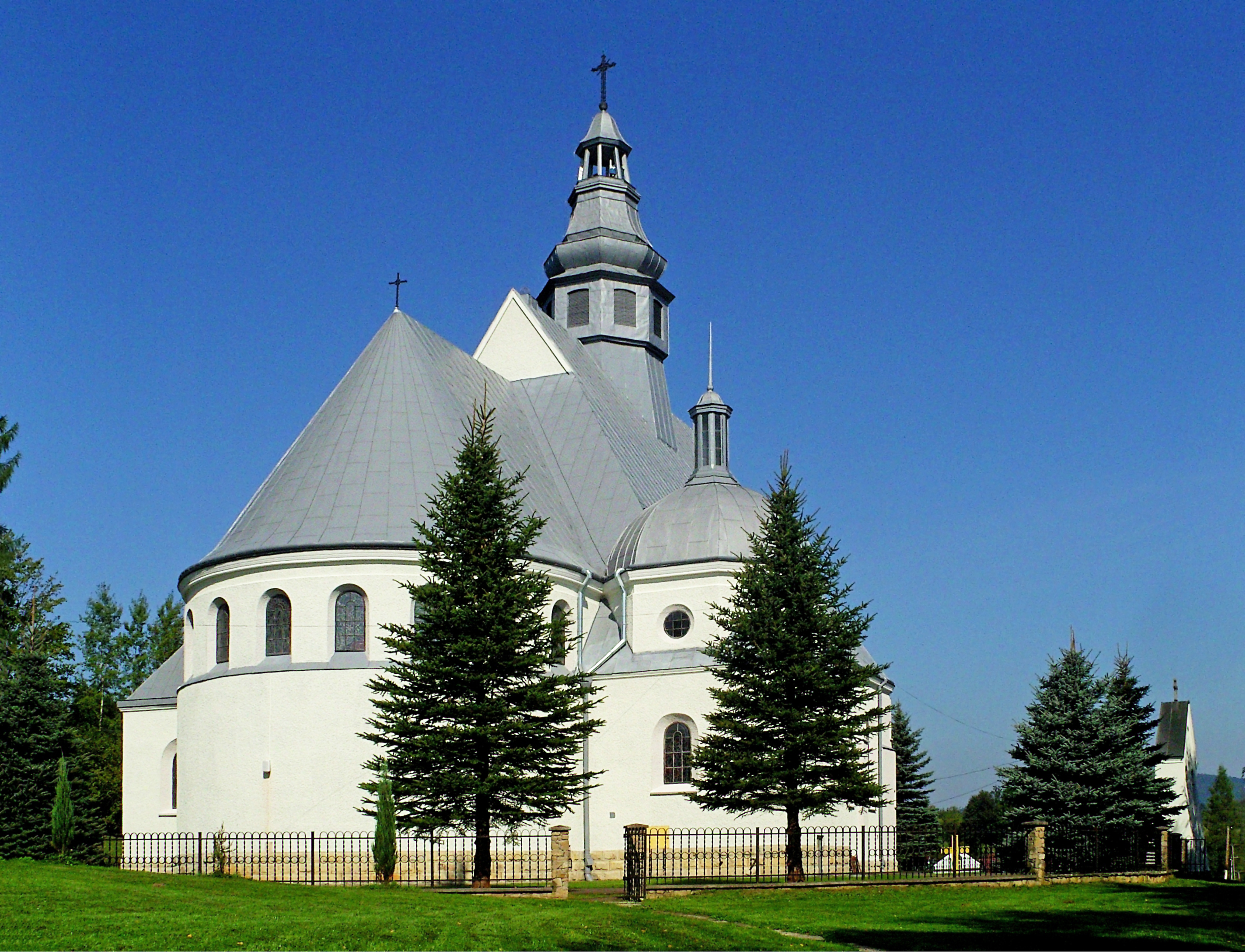
Kościół parafialny Imienia Maryi w Bączalu Dolnym z lat 1957-1959

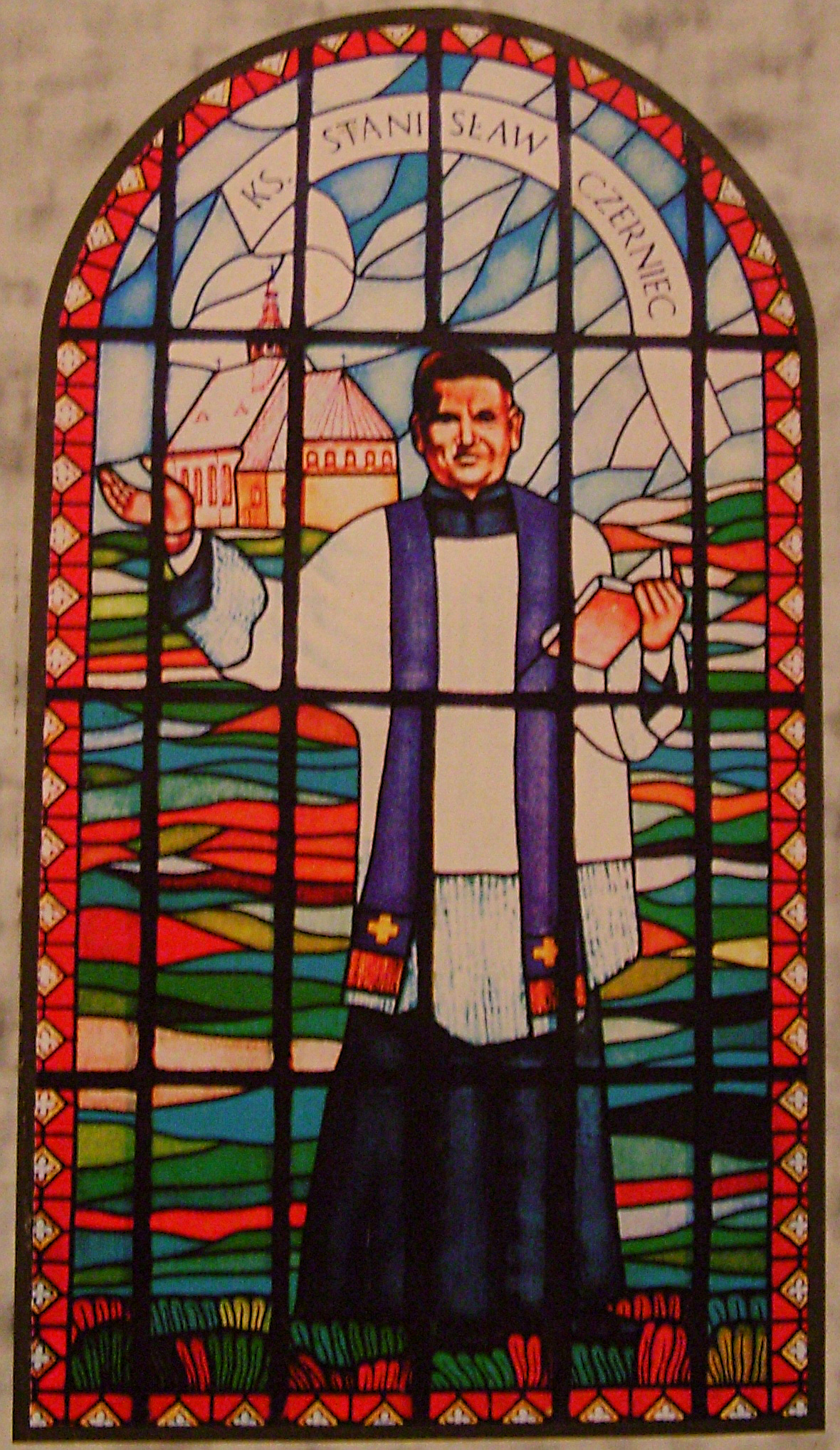
Ks. Stanisław Czerniec - witraż w zakrystii kościoła w Bączalu Dolnym

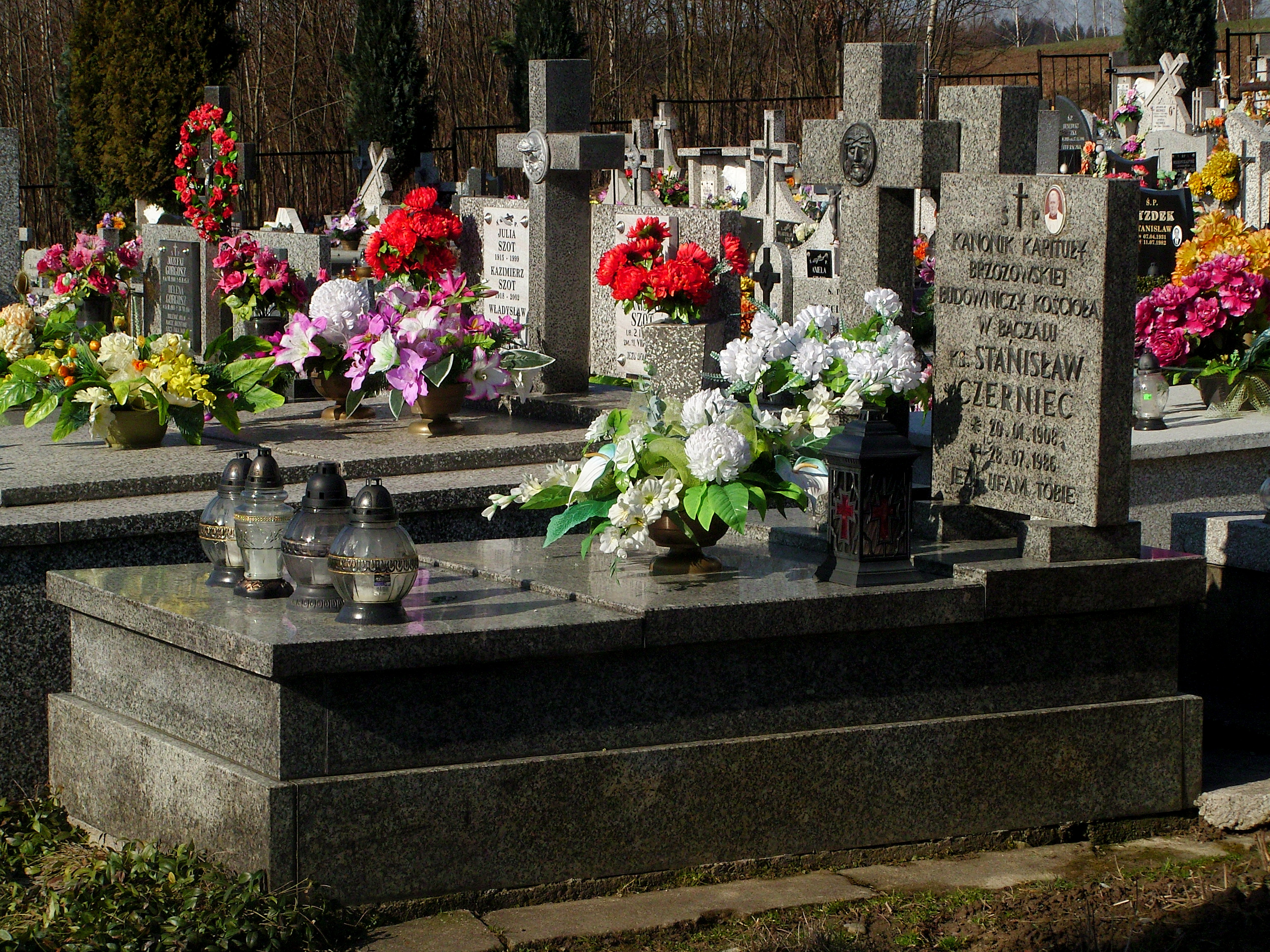
Nagrobek ks. Stanisława Czernieca na Nowym Cmentarzu w Bączalu Dolnym

## Życiorys

### Młodość
Urodził się 20 stycznia 1908 w Posadzie Górnej koło Rymanowa (północno-wschodnie ziemie Beskidu Niskiego) w pobożnej chłopskiej rodzinie, jako syn Jana i Marii. Jedna z jego sióstr została zakonnicą. W 1928 zdał egzamin dojrzałości w Państwowym Gimnazjum im. Królowej Zofii w Sanoku (w jego klasie był m.in. Bohdan Ihor Antonycz). Następnie ukończył Wyższe Seminarium Duchowne w Przemyślu, po czym w 1933 roku przyjął święcenia kapłańskie z rąk ówczesnego biskupa przemyskiego Franciszka Bardy. Jednym z jego przewodników w drodze do kapłaństwa był błogosławiony Jan Balicki - kapłan, spowiednik i wykładowca.

### Kapłaństwo
Jako wikariusz pracował w Grębowie (1933-1936) i od 1936 w Pysznicy. Był administratorem parafii w Łomnej od lata 1937 i od lata 1938 w Kurzynie Średniej. W 1948 roku został mianowany administratorem a następnie proboszczem parafii św. Mikołaja i Imienia Maryi w Bączalu Dolnym, po aresztowaniu i osadzeniu w więzieniu we Wronkach a później w Rawiczu swojego poprzednika - ks. Floriana Zająca.
Dał się poznać jako gorliwy duszpasterz zatroskany o sprawy parafian i lokalnego kościoła. Po zapełnieniu parcel Starego Cmentarza erygowanego około 1786 roku podjął starania zmierzające do założenia w 1952 roku Nowego Cmentarza parafialnego przy granicy obrębów Bączala Dolnego i Bączala Górnego. Mimo licznych sprzeciwów miejscowych komunistów, a także represji i inwigilacji dokonywanych przez władze PRL, które nie wyrażały zgody na wzniesienie nowego obiektu sakralnego wznowił prace zainicjowane przez swoich poprzedników związane z budową murowanego kościoła parafialnego Imienia Maryi. Kościół ten został wybudowany według drugiego projektu lwowskiego architekta Eustachego Chmielewskiego w historyzującym polskim stylu narodowym z elementami modernizmu w przeciągu lat 1957-59, następnie poświęcony 4 października 1959 roku przez bpa Wojciecha Tomakę i uroczyście konsekrowany w 1966 roku. Wzniósł również dwa kościoły filialne: w 1972 w Jabłonicy oraz w 1981 w Lipnicy Górnej, które poświęcił ówczesny biskup przemyski Ignacy Tokarczuk.
W celu uratowania starego, drewnianego kościoła św. Mikołaja z 1667 roku odsprzedał go w 1974 jako zabytek wysokiej klasy do Muzeum Budownictwa Ludowego w Sanoku. Wcześniej, bo w 1959 roku obiekt ten został wpisany do rejestru zabytków dawnego województwa rzeszowskiego.

### Represje w okresie PRL
Czynnie angażował się w ruch podziemia niepodległościowego i od 1949 aż do swojej śmierci był rozpracowywany przez funkcjonariuszy Powiatowych Urzędów Bezpieczeństwa Publicznego w Nisku i Jaśle oraz Wojewódzkiego Urzędu Bezpieczeństwa Publicznego w Rzeszowie. Był również inwigilowany przez tajnych funkcjonariuszy Komendy Wojewódzkiej Milicji Obywatelskiej i pracowników Wojewódzkiego Urzędu Spraw Wewnętrznych w Krośnie m.in. w ramach "teczki ewidencji operacyjnej na księdza".

### Emerytura
Funkcję proboszcza w Bączalu Dolnym pełnił przez 33 lata, od 1948 do 1981 roku, po czym przeszedł na emeryturę. Jako rezydent pozostał na plebanii w Bączalu Dolnym. Podczas choroby przez krótki czas mieszkał w Domu Księży Emerytów "Emaus" w Korczynie koło Krosna. W 1983 roku w trakcie Mszy Świętej Prymicyjnej swojego wychowanka - ks. Tadeusza Strugały świętował złoty jubileusz 50-lecia święceń kapłańskich.
Zmarł po ciężkiej chorobie w gorlickim szpitalu 28 lipca 1986 w wieku 78 lat. Spoczywa na Nowym Cmentarzu w Bączalu Dolnym nieopodal drewnianego krzyża milenijnego (przy skrzyżowaniu dwóch spośród kilku głównych alei cmentarnych).

### Godności i odznaczenia
W ramach licznych zasług dla Kościoła diecezjalnego i społeczeństwa został odznaczony wieloma godnościami kościelnymi, w tym honorowymi: 
- kanonika EC (Expositorium Canonicale),
- kanonika RM (Rochettum et Mantolettum - z przywilejem noszenia rokiety i mantoletu),
- po wznowieniu kapituły w Brzozowie (erygowanej przez biskupa Krzysztofa Jana Szembeka i zniesionej przez władze austriackie 7 VI 1788[20]) w 1977 roku został wyniesiony na kanonię brzozowskiej Kapituły Kolegiackiej o randze prałata[21][22].

### Upamiętnienie
Postać ks. prałata Stanisława Czernieca jest motywem wizerunkowym jednego z licznych witraży kościoła parafialnego Imienia Maryi, ufundowanych przez parafian i wykonanych w latach 1993 - 1994 staraniem ówczesnego proboszcza ks. kanonika Wiesława Willera w jednej z wrocławskich pracowni. Witraż ten usytuowany jest w kościelnej zakrystii.
21 lutego 2016 w tygodniku Niedziela Rzeszowska pojawił się artykuł biograficzny o księdzu prałacie Stanisławie Czerniecu i jego zasługach dla parafii i wspólnoty diecezjalnej.